# Joakim Nivre
Joakim Nivre, född 21 augusti 1962, är doktor i lingvistik vid Göteborgs universitet 1992 och doktor i datavetenskap vid Växjö universitet 2005. Sedan 2008 är han professor i datalingvistik vid Uppsala universitet och sedan 2021 arbetar Joakim dessutom som senior researcher på Rise.
Hans forskningsintressen är bland annat dependensgrammatik och maskininlärning. Hans parser-implementation från 2003 betraktas som ett genombrott för området. Han är medförfattare till en lärobok i ämnet.
På 80-talet var han medlem i popgruppen Strasse.